# XSKTカントーFC
XSKTカントーFC（英: XSKT Can Tho Football Club, ベトナム語: Câu lạc bộ bóng đá Xổ số kiến thiết Cần Thơ）は、ベトナムのカントーをホームタウンとするサッカークラブ。

## 歴史
2014シーズンはVリーグ2で3位になった。Vリーグ1で12位のアンザンFCとの入れ替え戦に3-0で勝利し、Vリーグ1に昇格した。

## 過去の成績
- 2014 Vリーグ2 : 3位 (昇格)